# Pekka Mäenpää
Pekka Heikki Mäenpää, född 6 juni 1939 i Tammerfors, död 2 augusti 2022, var en finländsk läkare och biokemist.
Mäenpää blev student 1958, medicine kandidat 1963, medicine licentiat 1966, medicine och kirurgie doktor 1968, docent 1971, allt i Helsingfors, och specialist i klinisk kemi 1971. Han bedrev forskning i USA 1968–1970 och 1972–1973 (Stanford University) samt 1977 (University of California). Han tjänstgjorde vid Helsingfors universitet och Helsingfors universitetscentralsjukhus barnkliniks laboratorium 1964–1973 och var professor i biokemi vid Kuopio högskola/universitet från 1974.